# A.N.I.M.A.L.
A.N.I.M.A.L., Acosados nuestros indios murieron al luchar sau «AxNxIxMxAxL» a fost o formație argentiniană de thrash metal și groove metal din Buenos Aires (1992-2006).

## Foști membri
Membrii formației fost:
- Andrés Giménez (1992—2006)
- Cristian Lapolla (2000—2006)
- Martín Carrizo (1994—1998, 2004—2006)
- Hernán Cotelo (Înlocuirea lui Cristian Lapolla)
- Marcelo Castro (2000—2001)
- Javier Dorado (1993, 2001—2003)
- Andrés Vilanova (1998—2000)
- Marcelo Corvalán (1992—2000)
- Aníbal Alo (1992—1993)

## Discografie

### Albume de studio
- Acosados Nuestros Indios Murieron Al Luchar (1993)
- Fin de un mundo enfermo (1994)
- El nuevo camino del hombre (1996)
- Poder Latino (1998)
- Usa toda tu fuerza (1999)
- Animal 6 (2001)
- Combativo (2004)